# 傑多 (密蘇里州)
傑多（英語：Jeddo）是位於美國密蘇里州諾克斯縣的非建制地區。

## 地理
傑多所處的海拔為高於海平面220米（即722英呎），而該地所採用的時區為UTC-6，即北美中部時區（CST）。同時該地設有夏令時間，為UTC-6調快一小時，即UTC-5（CDT）。